# 小澤愛実
小澤 愛実（おざわ あいみ、2003年4月9日 - ）は、日本のアイドル。指原莉乃プロデュースの女性アイドルグループ・≒JOYのメンバー及び同グループのリーダーである。2022年に解散したアイドルグループ・ラストアイドルファミリーの1期生でセカンドユニット・シュークリームロケッツの元メンバー及びリーダーである。神奈川県出身。愛称は、あいみ。代々木アニメーション学院所属。

## 略歴

### 2017年
- 8月13日、オーディション番組『ラストアイドル』（以降、番組）第1回にて初期暫定メンバー（立ち位置No.3）としてお披露目される[2]。
- 8月20日、番組第2回で王林に指名され1対1のパフォーマンスバトルを行い勝利。
- 10月29日、番組第12回で大石夏摘に敗北し、ラストアイドル暫定メンバーから去る。放送直前の同月25日に暫定メンバーとして握手会があったが、この時すでに番組第12回の収録を終えた後だった[3][4]。
- 11月5日、番組第13回でセカンドユニット・シュークリームロケッツとしてお披露目される[5]。

### 2018年
- 2月17日、新潟県十日町市で開催された「第69回 十日町雪まつり」の 雪上カーニバルに、シュークリームロケッツとして出演し雪上ステージでパフォーマンスした[6]。
- 4月1日、番組セカンドシーズンにおいて勝利し、シュークリームロケッツがラストアイドルとして2ndシングルの表題曲を担うことが発表された[7]。
- 4月16日、ラストアイドルの2ndシングル「君のAchoo!」の発売を記念し、新宿のユニカビジョンにてプレミアム上映会が開催された[8]。
- 12月8日、台湾・台北市のclapper studioにて開催された「Meet The Idol in TAIWAN Supported by @JAM 」にシュークリームロケッツとして出演し[9]、同月23日の「ラスアイ、よろしく！」第10回にて「シュークリームロケッツ台湾ライブ密着SP」が放送された。

### 2020年
- 2月19日、ラストアイドル8thシングル表題曲（「愛を知る」）選抜オーディションバトルの結果、8位で選抜メンバーに決定した[10]。
- 7月22日、雑誌「MARQUEE(マーキー) Vol.139」に単独で4ページ掲載された[11]。
- 9月24日、ラストアイドル9thシングル「何人も」の選抜メンバーに決定した[12]。
- 10月7日、雑誌「IDOL AND READ 024」に撮りおろし写真＋パーソナルインタビュー 全16ページが掲載された[13]。

### 2021年
- 1月23日、ラストアイドル10thシングルヒロイン（センター）決定戦の1stバトルで3位になり、ヒロイン候補7人に選ばれる[14]。
- 2月20日、10thシングルヒロイン決定戦は最終順位5位[15]。
- 9月20日、「17LIVE Presents 496試合を勝ち残れ。ラスアイサバイブ～ワタシは、ワタシたちで勝つ。～」の結果、ラストアイドル11thシングルの選抜メンバー17名に選ばれる[16]。総当たりバトル順位（暫定立ち位置）は2位[16]。
- 9月27日、「ラスアイサバイブ 17LIVE選抜立ち位置バトル」の結果、11thシングル「Break a leg!」は立ち位置2番となった[17]。
- 10月1日、ラストアイドル公式YouTubeチャンネルにて鈴木遥夏、籾山ひめり、山本愛梨と4人で『まだ未定。』として週1の動画投稿を始める[18]。

### 2022年
- 3月9日、ラストアイドルが同年5月31日をもって活動終了することが発表された[19]。
- 5月29日、東京ガーデンシアターにて『LAST IDOL LAST LIVE』が行われ、このライブを見た指原莉乃から終演後に≒JOY加入を打診される[20][21]。
- 5月31日、KT Zepp Yokohamaにて行われた『ラストアイドル 5年間ありがとう Farewell Party』をもってラストアイドルとしての活動を終了。
- 6月25日、≒JOYに追加メンバーとして加入することが発表された[20][22][23]。

### 2023年
- 9月3日、パシフィコ横浜 国立大ホールにて行われた「≒JOY 1stコンサート『初めまして、≒JOYです。』」の夜公演にて≒JOYのリーダーに就任することが発表された[24]。
- 12月、イコノイジョイチャンネルにて「ニアジョイポケモン部」の活動が始まり、部長に就任した。[25]

### 2025年
- 1月1日、個人Instagramを開設した。[26]
- 4月25日、「生誕祭イベント~supported by IKONOIJOY Puzzle~」4月開催「小澤 愛実　生誕祭」が都内某所で開催された。[27]
- 6月16日、雑誌「EX大衆 7月号」に単独で掲載された[28][29]。
- 6月18日、個人TikTokを開設した。[30]

## 人物
- 愛称はあいみ[1][31]。≒JOYメンバーからは愛ちゃんと呼ばれている[32]。
- 物心ついた頃からアイドルに憧れ、48グループのライブや握手会に通っていた[33]。特に指原莉乃が好き[33]。2016年9月15日に横浜アリーナで行われた「AKB48グループ同時開催コンサートin横浜 ～今年はランクインできました祝賀会～」にアリーナの1列目に指原のうちわを持って立っていたところ、本人が近くまで来てそれがDVDにも写る[33]。
- AKB48の16期生、=LOVEなどのオーディションも受けていた[33]。
- ラストアイドル in AbemaTVでのユニットバトルの際、プロデューサー・つんく♂の指示で本番の3時間前に髪をバッサリ切った[33]。
- 舞台『球詠』で、博多弁で話す 左投げ左打ちの中村希役を演じた。本人は右利きであるため、毎日左手で素振り練習を行った[34]。
- ラストアイドルで団体行動や最高難度のダンス、さまざまな企画、過酷な経験をしたことで、根性、精神力がすごく強くなった[35]。またそれらの企画の中で1番楽しかったのは殺陣で、もともとアクションにチャレンジしたい願望があった[18]。
- ラストアイドルのラストコンサートを見た指原は「この歌声を手放して、歌わない世界に行ってしまうのはもったいない」「複数人のユニゾンでも聞こえてくる、ステージに立ちたいと感じる声」「今日声をかけないと一生後悔する」と感じ、終演後の楽屋で≒JOY加入を持ちかけた[20][21]。
- ペンライトカラーは薄黄色。
- 豆乳やタンパク質系の飲み物が大好き、アイドルがすごく好きで時間を見つけるとお家でひたすらアイドル鑑賞をしている[31]。
- ポケモンが好き[36]。

## 出演

### テレビ番組
- ポケモンの家あつまる? (2018年10月14日[37]、2019年2月10日[38]、テレビ東京) - シュークリームロケッツ(長月翠・松本ももなと共に)
- この指と〜まれ! season3 #4[注釈 1]（2019年8月25日[39]、BSフジ）- ラストアイドル（相澤瑠香、朝日花奈、池松愛理、中村守里、西村歩乃果、山本愛梨、畑美紗起と共に）
- 林修の今でしょ！講座 2時間スペシャル (2020年4月28日[40][注釈 2]、11月10日[41]、テレビ朝日)
- NHK短歌 (NHK Eテレ)
  - 短歌de胸キュン[42]（2020年度、準レギュラー)
  - NHK短歌（2021年度、第4週準レギュラー)
  - NHK短歌 タンカツ パラスポーツ (2021年5月23日前編・5月30日後編[43])
- しくじり先生 俺みたいになるな!! (2020年11月2日[44][45]・11月9日[46]、テレビ朝日)
- 本家が聴かせてもらいます (2021年12月2日[47]、テレビ東京) - (AKB48(向井地美音・村山彩希・山内瑞葵)・ラストアイドル(阿部菜々実・山本愛梨・大森莉緒と共に))
- ゲームズ・ボンド（2024年3月31日[48] - 天野香乃愛と共に・2025年3月9日[49] - 江角怜音と共に、テレビ朝日 ※関東ローカル）

### WEB番組
- 「ラストアイドルファミリー総出演『君のAchoo!』発売記念特番」（2018年4月19日、ニコニコ生放送）[50]
- UDAGAWA BASEオープン特番（2019年4月17日、AbemaTV）[51]
- 生のアイドルが好き  #72 (2019年4月18日[52]、ニコニコ生放送) - ゲスト
- 渋谷LOFT9アイドル 倶楽部 vol.20（2021年2月10日、ツイキャス）[53]
- 動画、はじめてみました「まいにち賞レース」極せまチャンピオンが毎週誕生！ (2024年1月12日[54][55][56]、テレビ朝日公式YouTubeチャンネル) - 週替わりMC

### WEBドラマ
- スカパー! 朝のTwitterドラマ「腕相撲」（2019年9月30日[57] - 10月11日、スカパー!公式Twitter） - 主演（松本ももなとのダブル主演）

### 舞台
- 舞台『球詠』- 中村希 役
  - 舞台『球詠』（2021年6月24日[34] - 6月30日、草月ホール）
  - 舞台『球詠 ～vs 影森・梁幽館編～』（2022年2月17日[58] - 2月23日、新宿村LIVE）
- ≒JOY☆FAIRY LIVE STAGE『ミルモでポン!』（2023年6月14日[59] - 18日、品川プリンスホテル クラブeX） - サスケ 役

### ラジオ
- ラジオiNEWS (2019年8月15日[60]・11月28日[61]、2020年11月19日[62]、2021年4月8日[63]・8月12日[64]、2022年5月26日[65]・7月28日[66][67]、日経ラジオ社)
- FAV FOUR (2023年4月4日[68]・2024年2月1日[69]、FM NACK5） - 藤沢莉子と共に
- 矢吹奈子のレコメン!（2024年1月17日[70][71]- 村山結香と共に・10月16日- 市原愛弓と共に、文化放送）
- 虎ノ門 トレンド経済研究所（2024年7月4日[72]・7月11日- 大西葵と共に・11月7日[73]・11月14日 - 藤沢莉子と共に、日経ラジオ社）
- # C-pla presents ＝LOVE齋藤樹愛羅・≠ME櫻井もものしーぷらじお（2025年5月25日[74]、文化放送）- ゲスト
- Tresen（2025年6月19日[75]、Fm yokohama）- 山田杏佳と共に

### イベント
- 『Coca-Cola STAGE:0 2024』全国大会グランドファイナル Day3（2024年8月12日[76]、六本木グランドタワー1F駅前広場）- フォートナイト ゼロビルド部門に天野香乃愛、大信田美月と共にゲスト出演

### WEB掲載
- 日刊大衆 EXオンライン「ラストアイドルのすっぴん!」 vol.17 - 20 (2020年3月27日[77]・4月3日[78]・4月10日[79]・4月17日[80]、双葉社)
- 日刊大衆「ラストアイドル小澤愛実×小島よしおインタビュー」（2021年12月19日[81][82] - 20日[83]、日刊大衆）
- Highway Walker web連載「≒JOY（ニアジョイ）どらい部」
  - 第1回（2023年12月20日[84][85]） - 藤沢莉子と共に
  - 第12回（2024年11月20日[86]） - 天野香乃愛と共に
  - 第13回（2024年12月20日[87]） - 市原愛弓と共に

## 書籍

### 雑誌
- BOMB (ボム、ワン・パブリッシング)
  - 2018年1月号(2017年12月9日) - シュークリームロケッツ(長月翠・松本ももなと共に)
  - 2022年6月号(2022年5月9日) - 奥村優希・高橋みのり・髙橋美海・山本愛梨と共に
  - 2022年10月号(2022年9月9日) - 天野香乃愛・市原愛弓・江角怜音・山野愛月と共に[88]

- FINEBOYS　2018年5月号（2018年4月9日、日之出出版) - シュークリームロケッツ(長月翠・松本ももなと共に)[89]

- 月刊ソングス　2018年05月号 Vol.185（2018年4月14日、ドレミ楽譜出版社）- シュークリームロケッツ(長月翠・松本ももなと共に)

- 週刊プレイボーイ　18号（2018年4月16日、集英社）- シュークリームロケッツ(長月翠・松本ももなと共に)[90][91]

- Popteen(ポップティーン)　2018年6月号(2018年4月28日) - シュークリームロケッツ(長月翠・松本ももなと共に)

- BUBUKA(ブブカ)（白夜書房）
  - 2018年9月号（2018年7月31日）- シュークリームロケッツ(長月翠・松本ももなと共に)[92]
  - 2024年7月号（2024年5月31日）- 江角怜音と共に[93]

- MARQUEE(マーキー)　 Vol.139 (2020年7月22日、マーキー・インコーポレイティド)[94]

- 読むアイドルマガジン IDOL AND READ　024(2020年10月7日、シンコーミュージック・エンタテイメント)[95]

- VDC Magazine
  - Vol.017（2020年10月23日）-　阿部菜々実・篠原望・西村歩乃果・安田愛里と共に[96]
  - Vol.021（2021年12月3日）- 阿部菜々実・山本愛梨・大森莉緒・籾山ひめりと共に[97]
  - Vol.028（2023年9月29日）- 逢田珠里依・大信田美月・髙橋舞・藤沢莉子・村山結香・山田杏佳と共に[98] [99]

- TopYell NEO (竹書房)
  - 2021SUMMER (2021年6月30日) - 鈴木遥夏と共に[100]
  - 2022AUTUMN (2022年9月30日) - 江角怜音と共に[101]
  - 2024SPRING（2024年4月1日） - 藤沢莉子と共に[102]

- EX大衆（双葉社）
  - 2022年2月号（2022年1月15日）- 山本愛梨・鈴木遥夏・籾山ひめりと共に[103]
  - 2024年11月号（2024年10月15日）- 逢田珠里依と共に[104]
  - 2025年7月号（2025年6月16日）[28]

- 週刊少年チャンピオン（秋田書店）
  - 22+23号（2023年4月27日）- 天野香乃愛、市原愛弓、小澤愛実、村山結香[105]
  - 44号（2023年9月28日）- 市原愛弓・江角怜音・村山結香と共に[106]

- ENTAME（徳間書店）
  - 3.4月合併号（2024年1月30日）- 市原愛弓・江角怜音・髙橋舞・藤沢莉子と共に[107]
  - 6.7月合併号（2024年4月30日）- 天野香乃愛・髙橋舞と共に[108]